# Greg Nixon
Greg Nixon (Estados Unidos, 12 de septiembre de 1981) es un atleta estadounidense, especialista en la prueba de 4x400 m, con la que llegó a ser campeón mundial en 2011.

## Carrera deportiva
En el Mundial de Daegu 2011 gana la medalla de oro en los relevos 4x400 metros, con un tiempo de 2:59.31 que supuso un récord mundial, quedando por delante de los sudafricanos y jamaicanos, y siendo sus compañeros de equipo: Bershawn Jackson, Angelo Taylor y LaShawn Merritt.